# Ułus tattiński
Ułus tattiński (ros. Таттинский улус, jakuc. Таатта улууhа) – ułus (jednostka podziału administracyjnego w rosyjskiej Jakucji, odpowiadająca rejonowi w innych częściach Rosji) w środkowej części położonej na Syberii autonomicznej rosyjskiej republiki Jakucji.
Ułus ma powierzchnię 19 984 /km². W 2002 r. na jego obszarze żyły 17 323 osoby, zamieszkujące w 14 osadach. Gęstość zaludnienia w ułusie w 2002 r. wynosiła 0,9 os./km².
Ośrodkiem administracyjnym ułusu jest wieś Ytyk-Kiujol, licząca ok. 6,3 tys. mieszkańców.